# Болога, Алекс
Флорин-Александру (Алекс) Болога (рум. Florin-Alexandru Bologa; род. 17 ноября 1995 года, Залэу, Румыния) — румынский дзюдоист-паралимпиец. Чемпион летних Паралимпийских игр 2024 в Париже. Бронзовый призёр летних Паралимпийских игр 2016 в Рио-де-Жанейро и летних Паралимпийских игр 2020 в Токио.

## Биография
8 сентября 2016 года на Паралимпиаде в Рио-де-Жанейро в весовой категории до 60 кг в 1/8 финала победил южнокорейца Ли Минчжэ, в четвертьфинале — алжирца Мулуда Нуру. В полуфинале уступил японцу Макото Хиросэ. В поединке за третье место победил уругвайца Хенри Борхеса и получил бронзовую медаль.
27 августа 2021 года принял участие на летних Паралимпийских играх 2020 в Токио в весовой категории до 60 кг. В четвертьфинале победил японца Такааки Хираи, в полуфинале уступил будущему чемпиону, азербайджанцу Вугару Ширинди. В поединке за бронзовую медаль победил чемпиона Паралимпиады-2016, узбекского спортсмена Шерзода Намозова.
6 сентября 2024 года стал чемпионом летних Паралимпийских игр 2024 в Париже в весовой категории до 73 кг, победив в четвертьфинале узбекского спортсмена Шохруха Мамедова, в полуфинале — бразильца
Харлли Дамиана Перейру Арруду, в финале — казахстанского дзюдоиста Ергали Шамея.
10 сентября 2024 года награждён орденом «За спортивные заслуги» I степени.

## Спортивные результаты
| Год  | Турнир                          | Место проведения | Категория    | Место |
| ---- | ------------------------------- | ---------------- | ------------ | ----- |
| 2014 | Чемпионат мира                  | Колорадо-Спрингс | До 60 кг     | 18    |
| 2016 | Летние Паралимпийские игры 2016 | Рио-де-Жанейро   | До 60 кг     | 3     |
| 2017 | Чемпионат Европы                | Уолсолл          | До 60 кг     | 1     |
| 2018 | Чемпионат мира                  | Одивелаш         | До 60 кг     | 16    |
| 2019 | Чемпионат Европы                | Генуя            | До 60 кг     | 1     |
| 2021 | Летние Паралимпийские игры 2020 | Токио            | До 60 кг     | 3     |
| 2019 | Чемпионат Европы                | Кальяри          | До 73 кг, J1 | 1     |
| 2022 | Чемпионат Европы                | Кальяри          | До 73 кг, J1 | 1     |
| 2022 | Чемпионат мира                  | Баку             | До 73 кг, J1 | 3     |
| 2022 | Чемпионат Европы                | Роттердам        | До 73 кг, J1 | 1     |
| 2024 | Летние Паралимпийские игры 2024 | Париж            | До 73 кг, J1 | 1     |
| 2025 | Чемпионат мира                  | Астана           | до 70 кг, J1 | 1     |